# 八代亞紀
八代亞紀（日语：／ Yashiro Aki，1950年8月29日—2023年12月30日），日本女性演歌歌手和演員，日本歌手協會顧問，亦是一名畫家。在70年代初至80年代末是日本演歌界地位不可動搖的重量級歌手。本名橋本明代（橋本 明代），離婚前隨前夫舊姓增田。熊本縣八代市人，為紀念出身地而沿用了家鄉的市名為其艺名。血型為B型。

## 職業

### 早期
八代在童年時期深受父親演唱浪曲的影響，成長過程中逐漸培養了對歌唱的興趣，甚至參加了當地的歌唱比賽。此外，在小學五年級時，偶然聽到父親購買的茱莉·倫敦的唱片，對於倫敦獨特的沙啞聲音深感著迷。儘管八代起初對自己的聲音感到自卑，但倫敦的音樂啟發使他開始有意識地朝著成為夜店歌手的方向發展。
畢業於八代市立第六中學後，八代在克服父親反對的情況下搬到東京。進入音樂學校接受基礎知識的學習，並在三年後成為銀座的俱樂部歌手，演唱標準和流行歌曲。這段時期，她的職業生涯開始踏上正軌。
1971年，八代以帝蓄娛樂的《愛は死んでも》正式出道。藝名「八代亞紀」的姓氏取自出生地八代市，因好韻而發音為「八代」。同時精心選擇了比本名明代更易稱呼的「亞紀」二字，表達了對於能在亞洲跨越世紀、長盛不衰的願望，在參加了讀賣電視台的選秀節目《全日本歌謠錦標賽》在連續10週的比賽中獲得冠軍，開啟了他的音樂生涯。

### 出道
1973年，專輯《淚戀》以120萬張的銷售量使八代成為一線歌手。此後，她陸續推出《戀戀忍》、《一筋愛》、《女之夢》、《友美》、《花水仙》、《我想見你》等一系列受歡迎的女性歌曲。1979年，她挑戰性地發表第一首男曲《舟唄》大獲好評，並在1980年以《雨的慕情》獲得日本唱片大獎。這兩首歌與《港町絕唱》一起被譽為阿久悠、濱圭介、龍崎孝路的「哀憐三部曲」，成為NHK紅白歌合戰的頂尖表演者，奠定了他「演歌女王」的地位。
1982年，八代轉入日本世紀唱片，此時他的形象從熱門明星轉變為資深歌手。她陸續推出作品如《海鷗》、《日本海》、《戀瀨川》等歌曲，進一步鞏固了他在演歌界的地位。1986年，她轉投日本哥倫比亞，1987年成立了個人事務所。1990年，他推出專輯《花束束》，該專輯以流行風格的民謠展現了八代的新一面。
在全盛時期，八代的所有歌曲都連續熱門，總銷量是女演歌歌手中最高的。她擁有7首作品打入Oricon單曲榜前10名，保持著歷史上排名第一的女演歌歌手地位，直到2011年6月水森香織以連續8首單曲突破前10名。
專輯方面，他有五首作品進入Oricon綜合專輯榜前10名，在演歌歌手中排名第四，僅次於冰川清志、五木宏、森進一。從1974年到1976年，他連續3年進入總專輯榜前10名。根據Oricon的統計，截至2007年9月，他作為演歌歌手排名第二，僅次於一直在排行榜上名列前茅的冰川清志。並連續7年進入前10名，而連續4年進入前10名的五木宏則排在第3位

### 晚年及離世
2012年左右，八代開始認真涉足爵士樂、藍調等音樂風格。此後，他全年在日本各地進行巡迴演出的音樂會和晚宴表演中，不僅表現了演歌，還包括了爵士樂和藍調，其新推出的單曲也開始加入了這兩種音樂風格元素入內。此外，她多年來也積極參與家鄉的各種志工活動和社區貢獻活動。在2016年熊本地震及2020年7月日本水災中，八代亞紀除積極參與災後工作外，亦到縣內各處舉行義唱及探訪，為受災居民打氣。
2023年9月12日，八代宣布因患上抗MDA5抗體陽性皮肌炎的膠原病和急進性间质性肺炎，年底前所有活動均暫停，專心休養，但最終仍於2023年12月30日於東京都內醫院逝世，享壽73歲。其葬禮按照她的意願秘密舉行，並於2024年1月9日由所屬經紀公司宣布死訊。不少歌手均在消息公佈後於社交媒體上發文致哀。
2024年2月7日，熊本縣政府及八代市政府向她追頒「熊本縣民榮譽賞」及「八代市名譽市民」稱謂，八代亞紀於2015年曾獲得「八代市民榮譽獎」的稱謂，今次亦是平成大合併後的新八代市首次頒發名譽市民稱謂。2月29日，約300人出席了八代市於市役所本廳大堂為她舉行了公式告別會及頒發名譽市民證儀式，並由她生前的經紀公司負責人代領。
至於原本打算於2023年舉行的演唱會，其經紀公司於2024年3月26日在東京片柳Arena以公開的追悼音樂會形式進行，讓一般民眾可以參與。當日共有約3000人出席，戒名為「艷唱院釋信譽明煌清大姉」。開場時運用了AI技術，將八代2020年時所錄製約400段音訊，經整理後轉化為向會眾感謝道別的說話。

### 畫家身份
除作為一名歌手外，八代亞紀亦活躍於繪畫工作，年幼時已對繪畫有興趣的八代，其父親曾希望她將來能以畫家為職業多於歌手，但一直至四十歲才正式拜師，專攻油畫，1998年，八代的畫作入選於巴黎沙龍中展出，隨後連續五年皆有作品入選畫展，並獲得該機構正式會員資格，是首位獲得巴黎沙龍會籍的日本人。

## 作品

### 大碟
| 專輯                            | 發行日     | 最高位 (LP) | 最高位 (CT) | 最高位 （總和） |
| ------------------------------- | ---------- | ----------- | ----------- | --------------- |
| 淚戀（なみだ恋）                        | 1973.3.1   | 35位        | -           | -               |
| 女人淚（おんなの涙）                      | 1973.7.1   | 21位        | -           | -               |
| 演歌心（演歌ごころ）                      | 1973.9.1   | 41位        | -           | -               |
| 女人心（女ごころ）                      | 1973.10.25 | 24位        | -           | -               |
| 演歌旅路（演歌の旅路）                    | 1973.11.25 | 58位        | -           | -               |
| 演歌心～花與蝶（演歌ごころ〜花と蝶）              | 1974.2.5   | 55位        | -           | -               |
| Golden Star・Song・Deluxe（ゴールデンスター・ツイン・デラックス）   | 1974.5.25  | 13位        | -           | -               |
| 一心一意地愛（愛ひとすじ）                | 1974.6.25  | 8位         | 8位         | -               |
| On Stage（オン・ステージ）                    | 1974.8.25  | 8位         | 12位        | -               |
| Best 歌謠16（ベスト歌謡16）                 | 1974.10.25 | 5位         | -           | -               |
| 八代亞紀（）                    | 1974.11.1  | -           | 1位         | -               |
| 愛的執着（愛の執念）                    | 1974.11.25 | 66位        | -           | -               |
| 愛・12章／女人的夢（愛・12章／おんなの夢）          | 1975.1.25  | 17位        | 14位        | -               |
| 八代亞紀演唱會 I（八代亜紀リサイタル I）            | 1975.2.25  | 30位        | 11位        | -               |
| 大熱曲集（大ヒット曲集）                    | 1975.3.1   | -           | 1位         | -               |
| 燈（ともしび）                          | 1975.6.1   | -           | 2位         | -               |
| Best 歌謠16（ベスト歌謡16）                 | 1975.6.25  | 19位        | -           | -               |
| 八代亞紀唱出不滅之演歌（八代亜紀が歌う不滅の演歌）      | 1975.8.25  | 42位        | -           | -               |
| 昭和流派的歌唱（昭和流し唄）              | 1975.9.1   | -           | 22位        | -               |
| ベスト歌謡16／貴方につくします  | 1975.10.25 | 10位        | -           | -               |
| 全曲集                          | 1975.11.1  | -           | 1位         | -               |
| 影を慕いて                      | 1975.11.25 | 59位        | -           | -               |
| 花水仙                          | 1976.1.25  | 19位        | 8位         | -               |
| いつの日も歌を                  | 1976.2.25  | 60位        | -           | -               |
| 大熱16曲（                      | 1976.4.25  | -           | 5位         | -               |
| 演歌熱唱                        | 1976.4.25  | 67位        | -           | -               |
| Best 歌謠30（ベスト歌謡30）                 | 1976.6.25  | 34位        | -           | -               |
| 二人同行（ふたりづれ）                    | 1976.7.25  | 44位        | -           | -               |
| 演歌大全集                      | 1976.7.25  | -           | 11位        | -               |
| もう一度逢いたい                | 1976.10.25 | 28位        | -           | -               |
| Super Deluxe 20（スーパー・デラックス20）             | 1976.11.1  | -           | 2位         | -               |
| Hit 歌謠 Best30（ヒット歌謡ベスト30）             | 1976.11.25 | 36位        | -           | -               |
| 熱唱 八代亞紀演唱會（熱唱 八代亜紀リサイタル）         | 1977.1.25  | 41位        | 35位        | -               |
| 全曲集                          | 1977.3.5   | -           | 2位         | -               |
| 女人港町（おんな港町）                    | 1977.3.25  | 42位        | -           | -               |
| Hit 歌謠 Best30（ヒット歌謡ベスト30）             | 1977.5.25  | 49位        | -           | -               |
| 激唱                            | 1977.6.25  | 90位        | -           | -               |
| 戀歌（恋歌）                        | 1977.7.25  | -           | 12位        | -               |
| 愛されてみたい                  | 1977.7.25  | 43位        | -           | -               |
| Star Golden Deluxe（スター・ゴールデン・デラックス）          | 1977.10.25 | -           | 2位         | -               |
| Original·Super Hit16（オリジナル・スーパーヒット16）        | 1977.10.25 | 8位         | -           | -               |
| 愛的終點站（愛の終着駅）                  | 1977.11.25 | 99位        | -           | -               |
| 五周年記念演唱會 燃燒的飛翔（五周年記念リサイタル 燃えて翔べ） | 1978.1.25  | 86位        | -           | -               |
| 絶え間なき愛の流れ              | 1978.2.25  | 82位        | 69位        | -               |
| 華麗なる女心                    | 1978.4.25  | 73位        | 59位        | -               |
| 哀歌                            | 1978.6.25  | 74位        | -           | -               |
| Best Select 20（ベストセレクト20）              | 1978.10.25 | -           | 4位         | -               |
| Original Best（オリジナル・ベスト）               | 1978.10.25 | 37位        | -           | -               |
| 八代亞紀（）                    | 1978.11.25 | 65位        | -           | -               |
| 78演唱會（78リサイタル）                    | 1979.1.25  | -           | 76位        | -               |
| 淚的早晨（涙の朝）                    | 1979.2.25  | 46位        | 8位         | -               |
| 永遠的 Hit 全曲集（永遠のヒット全曲集）           | 1979.4.25  | -           | 10位        | -               |
| 舟唄                            | 1979.5.25  | 52位        | 9位         | -               |
| Superstar Big Hit 20（スーパースター ビッグヒット20）        | 1979.10.25 | -           | 4位         | -               |
| Original Best（オリジナルベスト）               | 1979.10.25 | 46位        | -           | -               |
| 演歌                            | 1979.11.25 | -           | 43位        | -               |
| Original Hit 30（オリジナルヒット30）             | 1979.11.25 | 59位        | -           | -               |
| 79演唱會（79リサイタル）                    | 1980.1.25  | -           | 38位        | -               |
| 演歌全曲集                      | 1980.4.25  | -           | 26位        | -               |
| 全曲集                          | 1980.5.25  | -           | 4位         | -               |
| 雨的慕情（雨の慕情）                    | 1980.5.25  | 40位        | -           | -               |
| 大全集                          | 1980.6.25  | 78位        | -           | -               |
| Wide Deluxe 20（ワイド・デラックス20）              | 1980.10.25 | -           | 3位         | -               |
| Original Best 16（オリジナルベスト16）            | 1980.10.25 | 34位        | -           | -               |
| 演歌流派的歌唱（演歌流し唄）              | 1980.11.25 | -           | 69位        | -               |
| 八週年紀念演唱會（八周年記念リサイタル）            | 1981.1.25  | -           | 64位        | -               |
| Original Hit 全曲集（オリジナルヒット曲集）         | 1981.2.25  | -           | 17位        | -               |
| Superstar Hit 全曲集（スーパースター・ヒット全曲集）        | 1981.5.25  | -           | 25位        | -               |
| Big Hit（ビッグヒット）                     | 1981.10.25 | -           | 47位        | -               |
| 與你一起生活（あなたと生きる）                | 1982.5.21  | -           | 54位        | -               |
| 全曲集                          | 1982.7.25  | -           | 54位        | -               |
| 海鷗（海猫）                        | 1982.9.21  | -           | 62位        | -               |
| Best 歌謠20 淚的河流（ヒット歌謡20 なみだ川）        | 1983.2.21  | -           | 57位        | -               |
| 藍雨大阪（ブルーレイン大阪）                    | 1983.6.21  | -           | 57位        | -               |
| 二人的夢（ふたりの夢）                    | 1984.3.21  | -           | 65位        | -               |
| 全曲集                          | 1984.11.5  | -           | 68位        | -               |
| 全曲集                          | 1990.10.25 | -           | 92位        | -               |
| 全曲集                          | 1991.10.25 | -           | 64位        | -               |
| 夜的專輯（夜のアルバム）                    | 2012.10.10 | -           | -           | 20位            |

## 書籍
| 作品                                                                       | 出版年月   | 出版社           | 備考                                  |
| -------------------------------------------------------------------------- | ---------- | ---------------- | ------------------------------------- |
| 八代亜紀写真集 熱唱 燃えて哭く…                                            | 1980年11月 | 双葉社           |                                       |
| 八代亜紀 不知火                                                            | 1980年11月 | スポニチ出版     | 石原信一著                            |
| 私の命火 -35才自伝的エッセイ-                                              | 1985年11月 | 主婦の友社       | 八代亜紀著                            |
| 八代亜紀写真集 望郷                                                        | 1986年4月  | 美・来人         |                                       |
| 愛蔵版 燃える恋歌                                                          | 1989年12月 | 東京新聞出版局   | 20周年記念・半生記                    |
| 亜紀、夢をありがとう                                                       | 1991年10月 | KKロングセラーズ | 橋本タミ子（八代亜紀の実母）著        |
| 幻の恋に燃えて -八代亜紀 うたの風景-                                       | 1995年11月 | 日本短波放送     | 木戸征治著 写真とエッセイ、対談を収録 |
| みんな、こどもだった 八代亜紀抒情画物語                                    | 2000年4月  | PARCO            | 八代亜紀著 初画集                     |
| 素顔                                                                       | 2001年11月 | 青春出版社       | 八代亜紀著 自叙伝                     |
| 舟唄ビューティー                                                           | 2007年12月 | アスコム         | 初のビューティー・ブック              |
| 八代亜紀のゆる〜い3カ月骨盤ダイエット 二の腕・ウエストに効く雨降れウォーク | 2009年6月  | 幻冬舎           | フジテレビ「どーも☆キニナル!」編著    |

## 外部連結
- 八代亜紀 オフィシャルホームページ（ミリオン企画）（页面存档备份，存于） （日語）
- 八代亜紀 アーティスト情報（ユニバーサルミュージックジャパン）（页面存档备份，存于） （日語）
- 八代亜紀 アーティスト情報（日本コロムビア） （页面存档备份，存于）
- 八代亜紀オフィシャルブログ的Ameba部落格（日語）
- 八代亞紀的Facebook專頁
- YouTube上的八代亜紀ちゃんねる頻道